# Fågelboklokrypare
Fågelboklokrypare (Dinocheirus panzeri) är en spindeldjursart som först beskrevs av Carl Ludwig Koch 1837.  Fågelboklokrypare ingår i släktet Dinocheirus och familjen blindklokrypare. Arten är reproducerande i Sverige. Inga underarter finns listade i Catalogue of Life.